# Frédéric Protat
Pas d'image ? Cliquez ici
Frédéric Protat  est un pilote de vitesse moto français né le 17 juillet 1966 à Bron (Rhône). 
En 1991, il est Champion de France superbike catégorie 250 cm3.
Il a commencé sa carrière en Grand Prix en 1989 sur Aprilia en 250 cm3 au Grand Prix de France, avec 2 participations dans la saison. Puis, on le retrouve en 1991 où il participe à la saison complète en catégorie 250 cm3 sur Aprilia. De 1992 à 1994, il participe au championnat, tantôt sur Honda, tantôt sur Aprilia.

1995 le voit passer à la catégorie reine, la 500 cm3 pendant 2 saisons sur ROC Yamaha. En 1996 il est premier privé de la catégorie. Sa dernière saison (en 1997) en Grand Prix se passe sur Honda, toujours en 500.
Il a marqué 12 points au championnat du monde des pilotes catégorie 250 cm3 et 41 points en catégorie 500 cm3.
En 1998 et 1999 il participe au championnat du monde superbike sur Ducati.
En 1999 il est vice-champion de france superbike sur Ducati.
En 2000 et 2001, il est Champion de France superbike catégorie Superbike sur Ducati.
En 2002 il est vice-champion de france superproduction sur Ducati.
En 2006, il remporte les 24 Heures du Mans moto en compagnie du Français Olivier Four et de l'Espagnol Daniel Ribalta-Bosch au guidon Honda CBR.

## Carrière en Grand Prix
| Année | Cat.    | Équipe | Moto       | GP | Vict. | Podiums | Poles | Mtour | Pts | Position |
| ----- | ------- | ------ | ---------- | -- | ----- | ------- | ----- | ----- | --- | -------- |
| 1989  | 250 cm³ |        | Aprilia    | 2  | 0     | 0       | 0     | 0     |     |          |
| 1991  | 250 cm³ |        | Honda      | 13 | 0     | 0       | 0     | 0     | 4   | 33e      |
| 1992  | 250 cm³ |        | Aprilia    | 13 | 0     | 0       | 0     | 0     |     |          |
| 1993  | 250 cm³ |        | Aprilia    | 14 | 0     | 0       | 0     | 0     | 8   | 25e      |
| 1994  | 250 cm³ |        | Honda      | 14 | 0     | 0       | 0     | 0     |     |          |
| 1995  | 500 cm³ |        | ROC Yamaha | 12 | 0     | 0       | 0     | 0     | 9   | 25e      |
| 1996  | 500 cm³ |        | ROC Yamaha | 15 | 0     | 0       | 0     | 0     | 32  | 15e      |
| 1997  | 500 cm³ |        | Honda      | 15 | 0     | 0       | 0     | 0     |     |          |